# Hermann Dietrich

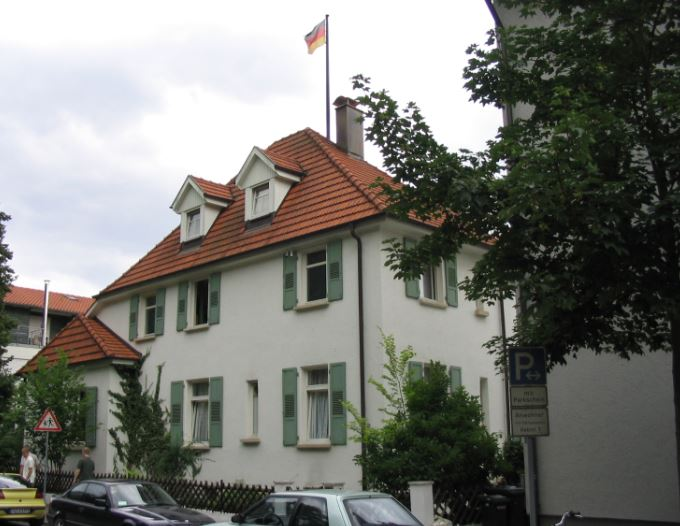
Hermann-Dietrich-Haus der Straßburger Burschenschaft Arminia zu Tübingen

Hermann Robert Dietrich (ur. 14 grudnia 1879 w Elzach, zm. 6 marca 1954 w Stuttgarcie) – niemiecki polityk liberalnej Niemieckiej Partii Demokratycznej oraz minister finansów i wicekanclerz w Republice Weimarskiej w latach 1930–1932.

## Życiorys
W latach 1928–1932 zajmował w Republice Weimarskiej różne stanowiska ministerialne. W drugim rządzie Hermanna Müllera (1928-1930) był ministrem polityki żywnościowej i rolnictwa; w następnym, pierwszym rządzie Heinricha Brüninga (1930-1931), został ministrem finansów i wicekanclerzem. Jako minister finansów był odpowiedzialny za prowadzoną politykę deflacji, przez co zyskał nieprzychylność nawet w szeregach własnej partii. Po odejściu z funkcji ministra pracował jako prawnik.
Hermann Dietrich w 1952 roku został odznaczony Orderem Zasługi Republiki Federalnej Niemiec. Jego imię nosi ulica w Kehl oraz dom kultury i ośrodek studencki w Tübingen (Hermann-Dietrich-Haus der Straßburger Burschenschaft Arminia zu Tübingen).